# Джеймс К. Стайнер
Джеймс К. Стайнер (англ. James K Styner) — американський хірург-ортопед, член Американської колегії хірургів, відіграв важливу роль у розвитку навчальної програми «Розширена підтримка життя при травмі» (англ. Advanced Trauma Life Support (ATLS).

## Трагедія 1976 року

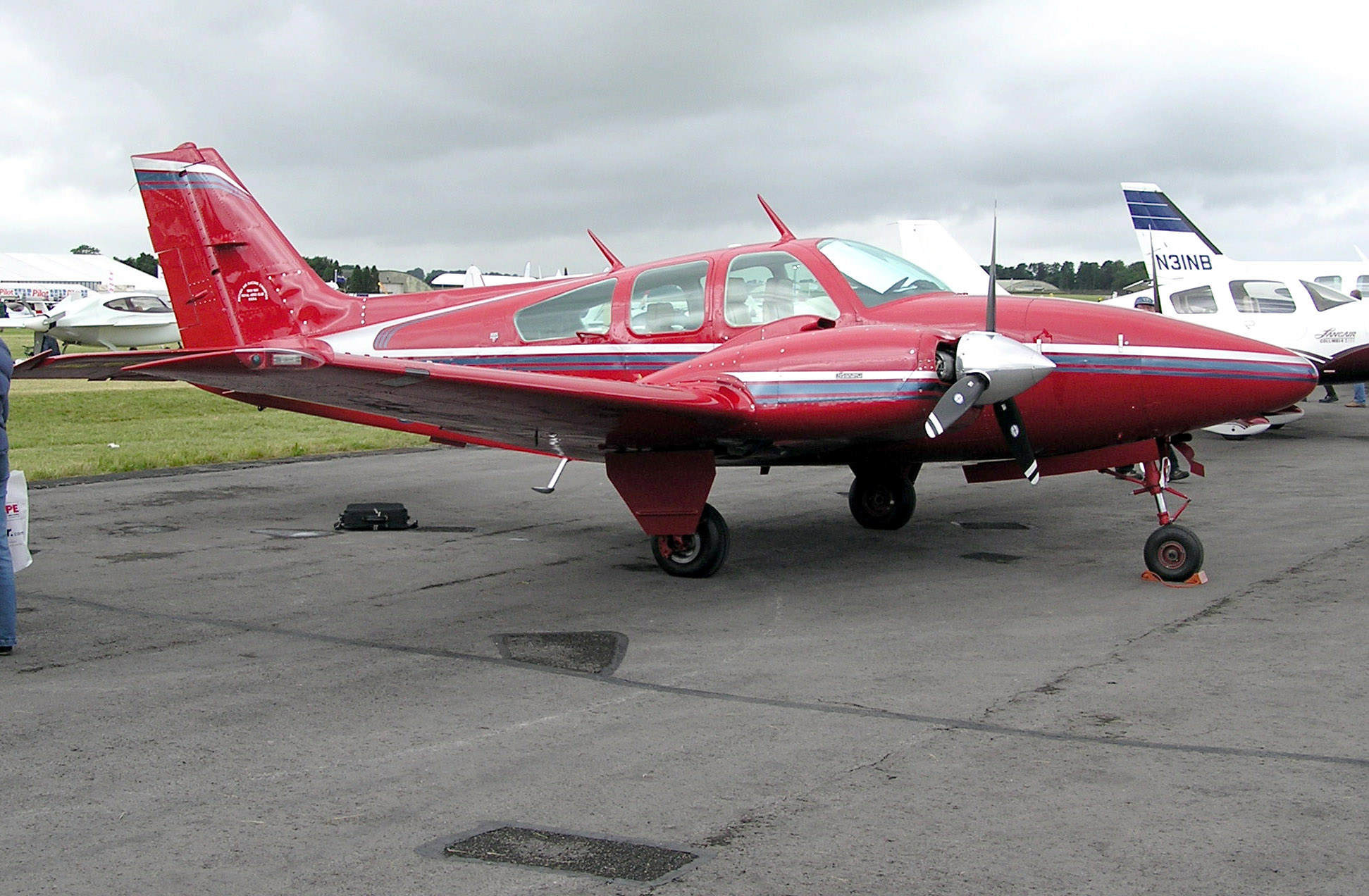
На літаку такої ж моделі, Beechcraft 55 Baron трапилась катастрофа

### Авіакатастрофа
17 лютого 1976, Стайнер повертався 6-місним Beechcraft 55 Baron з весілля у Лос-Анджелесі, штат Каліфорнія додому в Лінкольн, штат Небраска. З ним на борту були його дружина, Шарлін (32 роки), та четверо дітей, Крістофер (10 років), Річард (8 років), Рендаль (7 років) та Кімберлі (3 роки). Вони летіли зі сходу та здійснили посадку в Нью-Мексико для дозаправки, потім продовжили політ через Техас, Оклахому, та Канзас. Глава сім'ї пілотував літак особисто. У Небрасці, вони перетнули низький, тонкий шар хмар. Стайнер летів нижче хмар. На п'ятій годині польоту він збився з курсу та втратив висоту. 
Близько 18:30, коли вже стемніло, вони пролетіли над ставком та на швидкості 168 миль/годину влетіли у ряд дерев. Місіс Стайнер не встигла пристібнутись, її викинуло літака, з крісла другого пілота і вона померла на місці. Кімберлі, Річард та Рендаль знепритомніли через черепно-мозкові травми. У самого Стайнера були поламані ребра, рани на голові та обличчі та відкритий перелом виличної кістки. У його сина Крістофера був перелом правого передпліччя та велика рвана рана правої руки.

### У полі
Крістофер і батько змогли витягнути непритомних дітей з літака. Для попередження гіпотермії вони зібрали одяг з розкиданих валіз, зробили з них ліжко, розмістили дітей на ньому та накрили їх рештою одягу. Кріс та Стайнер чекали на допомогу, яка так і не прибула. Нарешті о 2-й годині ночі Джеймс, надавши інструкції сину, пішов шукати допомогу. Після 8 годин в напівзамерзлому стані, він пройшов близько 1 км здовж дороги, недалеко зі ставком, до траси, та з третьої спроби зупинив машину (2 перші вантажівки не зупинились, він був змушений відстрибнути на узбіччя, аби його не збили). Спочатку водій та пасажир також остерігались Стайнера, оскільки розцінювали кров на обличчі як маску. Потім він переконав їх, вони забрали дітей і всі семеро приїхали до місцевої лікарні на кілька миль південніше.
Пізніше Джеймс згадував, що на місці трагедії він спочатку піклувався про пожежу, потім про гіпотермію. Поранення могли бути можливою причиною кровотечі. Він здійснював захист шийного відділу хребта наскільки це було можливо в тих умовах.

### Місцева лікарня
Коли машина з пораненими прибула до госпіталю, розміщеного у сільській місцевості, Стайнер звернувся до кімнати невідкладної допомоги, там було зачинено. Медсестра, яка відкрила після стуку, спочатку навіть відмовилась їх пускати до приїзду місцевих лікарів. Прибуло два лікаря загальної практики. Після виявилось, що вони мають невеликі навички в лікуванні важкої травми. Стайнер особливо був стурбований відсутністю будь-яких спроб захисту шийного відділу хребта поранених дітей. Зокрема Річард став більш збуджений і один з лікарів підняв його за плечі та коліна та відніс у рентгенологічний кабінет. Пізніше він приніс його назад і сказав, що переломи черепа відсутні. При рентгенологічному обстеженні на шийні хребці не звернули уваги і рентгенограми шиї навіть не зробили. Потім він почав зашивати 9-годинну рану обличчя. Серед усіх дітей венозний доступ забезпечили лише одному Річарду, туди ввели Валіум.
 Стайнер повідомив свого колегу ортопеда Брюса Міллера і попросив допомоги, а той організував евакуацію гелікоптером у Лінкольнський загальний госпіталь, м. Лінкольн, штат Небраска.

## ATLS
Стайнер був дуже стурбований відсутністю системи лікування постраждалих внаслідок травми у сільській місцевості. Пізніше він сказав:

«Якщо я у полі з обмеженими ресурсами можу забезпечити кращу допомогу, ніж та, яку отримали я та мої діти у закладі первинної допомоги, з системою щось не так і систему необхідно змінити»
Стайнер у співпраці з кількома іншими лікарями, зокрема і з його колегою доктором англ. Paul «Skip» Collicott, розробив на основі курсу «Розширена підтримка життя кардіологічних пацієнтів» англ. Advanced Cardiac Life Support (ACLS) новий навчальний курс «Розширена підтримка життя при травмі» англ. Advanced Trauma Life Support (ATLS). 
У 1978 році у Аубурні, штат Небраска було проведено прототип курсу ATLS. У 1980 році ACS COT (Комітет травми Американської колегії хірургів англ. American College of Surgeons Committee on Trauma) остаточно затвердив курс ATLS та почав заходи по національному та міжнародному поширенню.
Лікар Максвейн (англ. McSwain) після особистого проходження курсу попросив дозволу ACS COT про викладання курсу екстреним медичним техніками (ЕМТ) та парамедикам, членам Національної асоціації екстрених медичних техніків (NAEMT). Було вирішено, оскільки курс ATLS було розроблено для лікарів, він може розробити курс для ЕМТ/парамедиків, пов'язаний з ATLS. Він розробив курс PHTLS, який зараз викладається по всьому світу. Програма була започаткована у 1970-х, але лише у 1980-х PHTLS остаточно став офіційним курсом.